# 下莫什维尔
下莫什维尔（法語：Niedermorschwihr，发音：[nidəʁmɔʁʃviʁ]；德语：Niedermorschweier），或纯音译作尼德莫什维尔，是法国上莱茵省的一个市镇，属于科尔马-里博维莱区（Colmar-Ribeauvillé）和温策奈姆县（Wintzenheim）。该市镇总面积3.35平方公里，2009年时的人口为557人。

## 地名
该地名Niedermorschwihr来源于德语“Niedermorschweier”，前缀“Nieder-”在德语中意为“下”，且该地与上莫什维尔（Obermorschwihr ，前缀“Ober-”在德语中意为“上”；此地或纯音译作“奥伯莫什维尔”）相连。

## 人口
下莫什维尔人口变化图示